# 佩爾辛湖

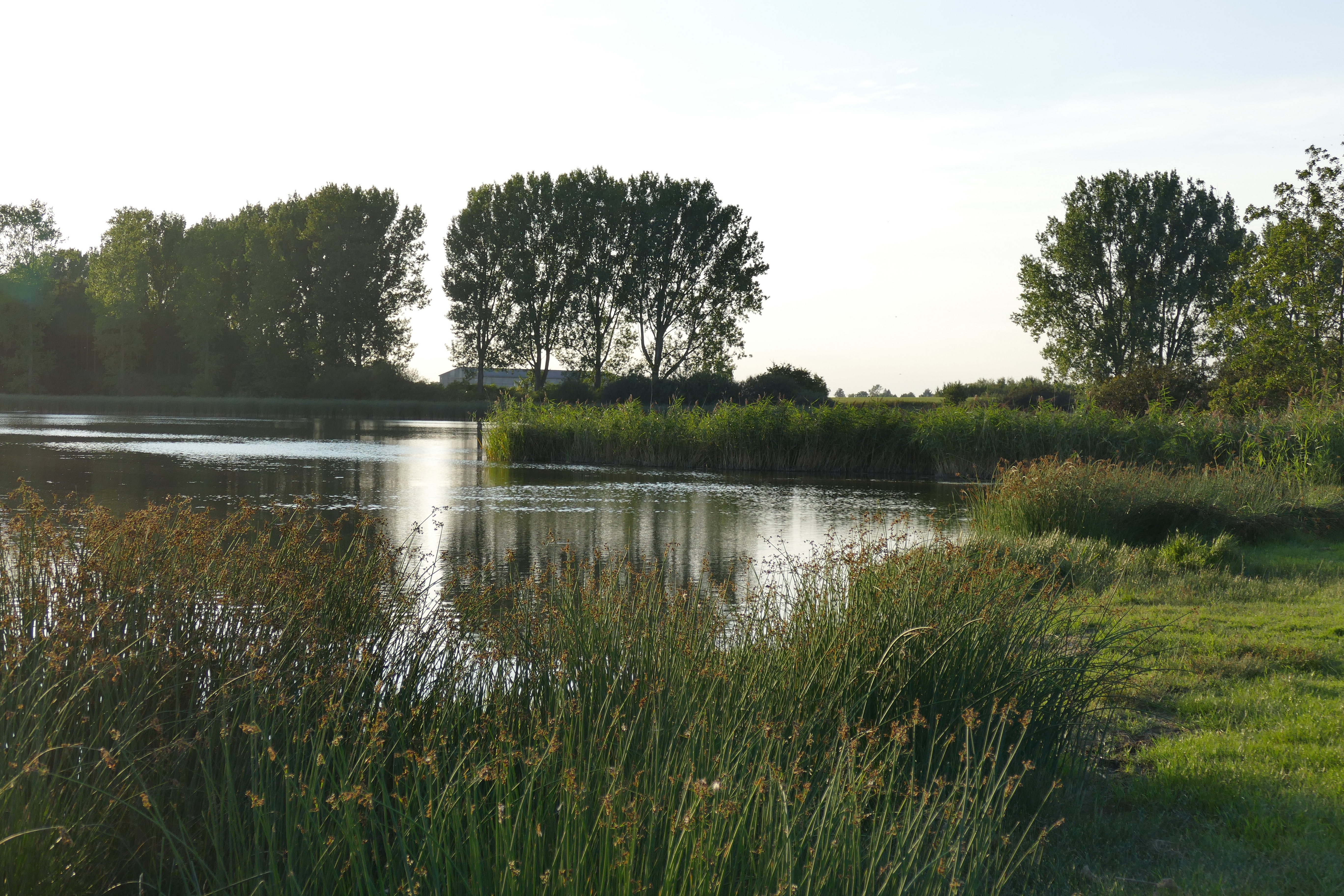

佩爾辛湖（德語：Pelsiner See），是德國的湖泊，位於該國東北部梅克倫堡-前波美拉尼亞州，由前波美拉尼亞-格賴夫斯瓦爾德縣負責管轄，長0.6公里、寬0.4公里，面積0.15平方公里，海拔高度29米，平均水深3米，最大水深6米。